# شين رولر
شين ديريك رولر (بالإنجليزية: Shane Derrick Roller ؛ مواليد 14 يوليو 1979) هو مُقاتل فنون قتالية مختلطة أمريكي مُعتزل.

## وصلات خارجية
- شين رولر على موقع يو إف سي (الإنجليزية)
- شين رولر على موقع شيردوغ (الإنجليزية)
- شين رولر على موقع IMDb (الإنجليزية)